# Allobopyrus rumphiusi
Allobopyrus rumphiusi är en kräftdjursart som beskrevs av M. Bourdon 1983. Allobopyrus rumphiusi ingår i släktet Allobopyrus och familjen Bopyridae. Inga underarter finns listade i Catalogue of Life.